# معن عبد الحق
معن عبد الحق (1 يوليو 1978 -)، ممثل سوري.

## عن حياته
ولد في دمشق، هو فنان عُرف بأدواره الكوميدية في بدايات القرن الحالي حيث كان يظهر بدور الفتى الصغير أو الطالب المشاكس وهو خريج المعهد العالي للفنون المسرحية، وشارك في العديد من المسلسلات السورية منها مسلسل الخوالي للمخرج بسام الملا وباب الحارة بدور «صطيف» جاسوس يعمل لصالح المستعمر الفرنسي ويتنكر بهيئة أعمى ومسكين واشتهر بهذه الشخصية كثيراً.

## تمثيل
- 2025: تحت سابع أرض
- 2020: بروكار
- 2020: العميد
- 2019: ناس من ورق
- 2019: كونتاك
- 2019: ببساطة
- 2017: جيران
- 2016: أزمة عائلية بدور أبو الروض
- 2015: طوق البنات (الجزء الثاني)
- 2015: بقعة ضوء 11
- 2014: بقعة ضوء 10
- 2014: بواب الريح
- 2013: زمن البرغوت
- 2012: مسلسل الخربة
- 2011: صبايا 3
- 2011: الزعيم
- 2010: تخت شرقي
- 2010: صبايا 2
- 2009: إذاعة فيتامين
- 2008: حارة عالهوا
- 2008: اهل الراية
- 2008: هيك تجوزنا
- 2008: أيام الضجر
- 2007: رسائل الحب والحرب
- 2006: باب الحارة
- 2006: غزلان في غابة الذئاب
- 2001: مبروك بدور هيثم
- 2000: الزير سالم
- 2000: الخوالي
- 1999: بطل من هذا الزمان

## روابط خارجية
- معن عبد الحق على موقع IMDb (الإنجليزية)
- معن عبد الحق على موقع قاعدة بيانات الأفلام العربية